# 塞凯伊·埃娃
塞凯伊·埃娃（匈牙利語：Székely Éva，1927年4月3日—2020年2月29日），匈牙利女子游泳运动员。她曾获得1952年夏季奥运会游泳比赛女子200米蛙泳金牌和1956年夏季奥运会游泳比赛女子200米蛙泳银牌。